# Yanhe (köpinghuvudort i Kina, Yunnan Sheng, lat 24,26, long 102,50)
Yanhe (kinesiska: 研和) är en köpinghuvudort i Kina. Den ligger i provinsen Yunnan, i den sydvästra delen av landet, omkring 92 kilometer söder om provinshuvudstaden Kunming. Antalet invånare är 47 959. Befolkningen består av 23 287 kvinnor och 24 672 män. Barn under 15 år utgör 18,0 %, vuxna 15-64 år 71 %, och äldre över 65 år 9,0 %.
Runt Yanhe är det ganska tätbefolkat, med 230 invånare per kvadratkilometer. Närmaste större samhälle är Yuxi, 11,7 km norr om Yanhe. Trakten runt Yanhe består till största delen av jordbruksmark.
Genomsnittlig årsnederbörd är 1 044 millimeter. Den regnigaste månaden är juni, med i genomsnitt 211 mm nederbörd, och den torraste är februari, med 12 mm nederbörd.